# Jean-Baptiste Willermoz

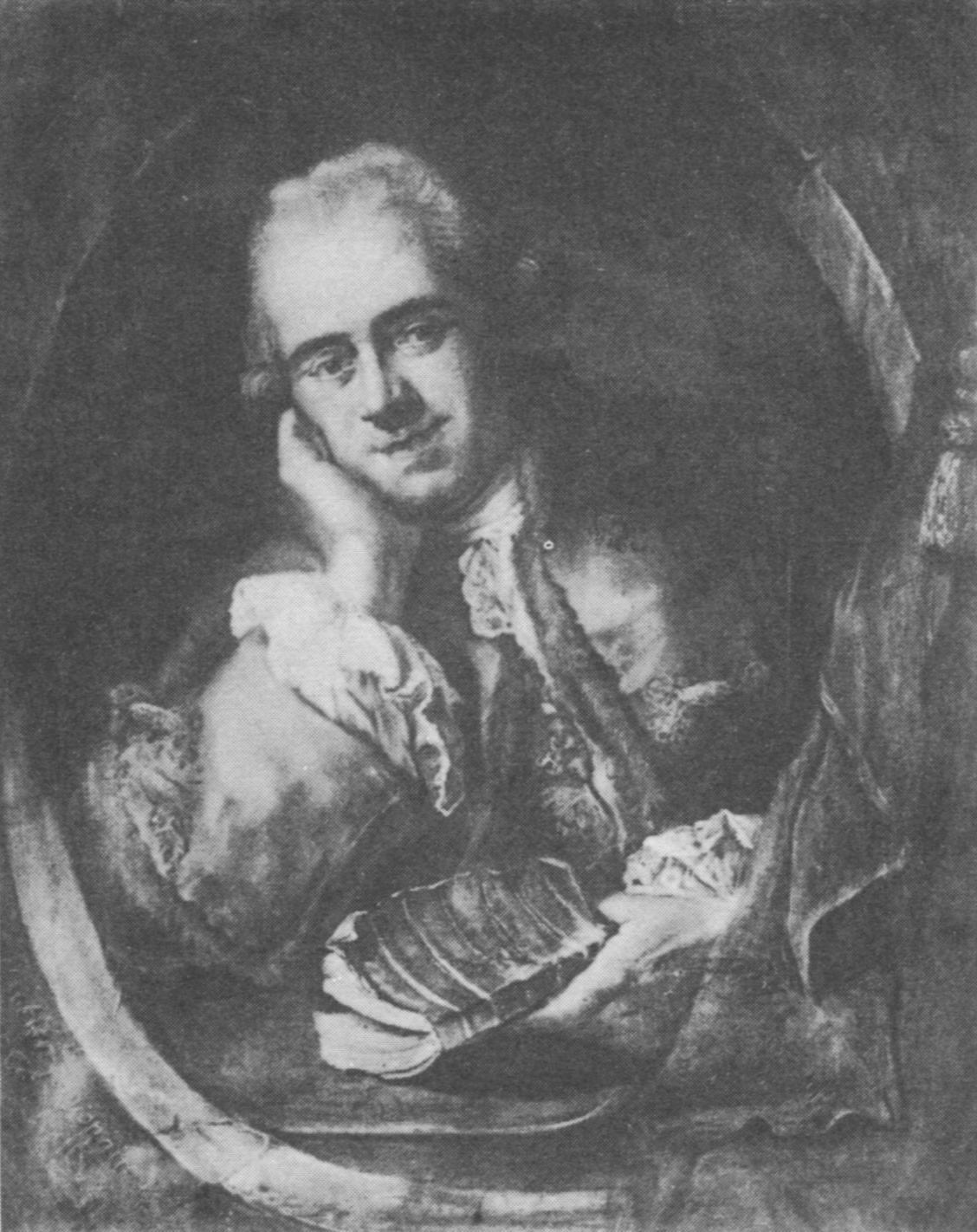
Portret van Willermoz door Jaques Gauthier d'Apoty, 1766

Jean-Baptiste Willermoz (Lyon, 10 juli 1730 - Lyon, 5 mei 1824) was een Frans mysticus en vrijmetselaar. Hij ligt begraven op het kerkhof van Loyasse in Lyon, vlak bij het graf van Meester Philippe.

## Levensloop
In navolging van zijn vader, opende Jean-Baptiste Willermoz een stoffenwinkel in Lyon. Hij was een belangrijke handelaar in zijdestoffen.
Hij was een leerling van Martines de Pasqually en een vriend van Louis-Claude de Saint-Martin. Hij was een actieve zoeker naar de grote geheimen van de vrijmetselarij.
Jean-Baptiste Willermoz werd Vrijmetselaar in 1750. Hij kreeg de meestergraad in 1752.
Op 24 juni 1753 werd hij Meester van de loge La Parfaite Amitié, welke hij eerder dat jaar had gesticht. Deze loge werd op 21 november 1756 door de Grootloge van Frankrijk erkend.
Op 4 mei 1760 werd in Lyon een plaatselijke Grootloge opgericht onder de naam Grand Loge des Maîtres Réguliers de Lyon. Deze Grootloge was een groepering van drie loges: L'Amitié, Les Vrais Amis en La Parfaite Amitié. Jean-Baptiste Willermoz was er Provinciaal Grootmeester van 1762 tot 1763.
In 1763 stichtte hij de Souverain Chapitre des Chevaliers de L'Aigle Noir-Rose-Croix.
Tijdens een bezoek aan Parijs in mei 1767 ontmoette hij Bacon de la Chevalerie, Waarnemend Grootmeester van de Elus-Cohen. Hij werd ingewijd in Versailles door Martines de Pasqually.
Wanneer hij in 1772 het bestaan van een Duitse Vrijmetselaarsorde, de Stricte Observance Templière verneemt, stuurt hij een aanvraag tot aansluiting. In mei 1773 ontvangt hij antwoord van Graaf Weiler. In 1774 komt Graaf Weiler naar Lyon om er een loge op te richten met de naam Loge Ecossaise Rectifiée 'La Bienfaissance'.
In december 1777, drie jaar na de dood van Martines de Pasqually komt Rudolphe Salzmann, Meester van de Orde in Straatsburg, aan in Lyon. Hij wordt ontvangen als een Elu-Cohen. De Orde van de Elus-Cohen kende toen heel wat moeilijkheden. Samen met andere, trouwe leden, kon Jean-Baptiste Willermoz zien dat de orde dreigde uit te sterven. Hij wilde echter redden wat er te redden viel. Samen met Rudolphe Salzmann, en met de goedkeuring van Baron de la Chevalerie, doen ze een poging om dit te verhinderen. Ze integreren de Geheime Leer van de Elus-Cohen in de Rite van La Stricte Observance. Dit doen ze door toevoeging van een hogere klasse: La Profession. La profession omvat twee graden: Le Chevalier-Profès en Le Chevalier Grand-Profès.
Van 25 november 1778 tot 10 december 1778 vond, in Lyon, een conventie – Convent des Gaules – plaats. De toenmalige provincie Auvergne van de Stricte Observance kreeg de naam Chevaliers Bienfaisants de la Cité Sainte (C.B.C.S.).
De Orde kende acht graden:
- Apprenti
- Compagnon
- Maitre
- Maitre Ecossais
- Ecuyer Novice
- C.B.C.S.
- Chévalier Profès
- Chévalier Grand Profès C.B.C.S.

Willermoz wou, na deze hervorming, zijn Riten integreren in de Duitse Stricte Observance. Hij vond hiervoor aanhangers op de conventie van Wilhelmsbad in 1782. Hij kreeg steun van onder anderen Ferdinand von Brunswick en Karl von Hessen-Kassel (1744-1836). De Ordo Illuminati, opgericht door Adam Weishaupt en Savalette de Lange boden weerstand. Ook François de Chefdebien de Saint-Amand, die de Philalèthes vertegenwoordigde ging niet akkoord.
Willermoz haalde uiteindelijk zijn doel. Zijn concept betreffende de verschillende regimes (de Duitse, de Oostenrijkse, de Italiaanse en de Zwitserse) werden aanvaard. Met de assistentie van Jean de Turckeim stelt hij de rituelen op voor alle graden en bekomt een samenhangend Vrijmetselaarsrite: Le Rite Ecossais Rectifié.
In 1806, na de Franse Revolutie, voegde het C.B.C.S. zich bij de Grand Oriënt de France en werd ze terug actief in Frankrijk. De Riten van het C.B.C.S. werden overgedragen aan het directoraat van Helvetia (Zwitserland).
Vanuit de Grand Priory of Helvetia kwam, na de Tweede Wereldoorlog, de ganse Ritus terug naar Frankrijk. De Ritus werd terug gereactiveerd (Gerectificeerde Schotse Ritus).
Jean-Baptiste Willermoz was geen Martinist, doch zijn invloed op het Martinisme wordt vaak omschreven als Willermozisme. Hij was een overtuigd mysticus. Onvermoeibaar ging hij gedurende vijftig jaar op zoek naar onbekende geheimen, nieuwe revelaties en naar de ware betekenis van wat de vrijmetselarij kon zijn.
Zijn archief werd als onderdeel van een collectie uit het kasteel Le Brigon in januari 1956 in Amsterdam geveild bij het Internationaal Antiquariaat te Amsterdam 

## Werken
- L'Homme - Dieu, Traité des deux natures'